# ナディネ・アンゲラー
ナディネ・アンゲラー（Nadine Marejke Angerer、1978年11月10日 - ）は、ドイツ・ロール・アム・マイン出身の元女子サッカー選手。現役時代のポジションはゴールキーパー。女子サッカーを代表するゴールキーパーの1人で、2013年度にFIFA女子最優秀選手賞とUEFA欧州女子最優秀選手賞に選出されている。

## 経歴

### クラブ
1978年11月10日にフランクフルト近くのロール・アム・マインに生まれる。ASVホフシュテッテンでキャリアを開始した時はフォワードとしてプレーしていた。
2001年に1.FFCトゥルビネ・ポツダムに移籍し、主力として2度のブンデスリーガ優勝と3度のDFBポカール優勝に貢献。2004-05シーズンにはUEFA女子カップを制した。
2009年から2013年には1.FFCフランクフルトに在籍し、この時はリーグ優勝は無かったもののDFBポカールで1度優勝した。
2014年からはアメリカ・NWSLのポートランド・ソーンズFCでプレーした。
2015年に現役を引退した。

### ドイツ代表
1996年8月のオランダ戦で初めて代表に招集される。その後の10年間のほとんどは、当時の正GKであったジルケ・ロッテンベルクの控えであった。
ロッテンベルクが前十字靭帯を痛めたことにより、2007年のFIFA女子ワールドカップ・中国大会では正GKに抜擢され、チームの優勝に貢献。大会最優秀GKに贈られるゴールデングローブを受賞した。
その後は主力に定着し、2008年の北京オリンピックでは銅メダルを獲得。母国開催となった2011年のFIFA女子ワールドカップ・ドイツ大会では、準々決勝で日本に敗れ、翌年のロンドンオリンピック出場権も逃した。
UEFA欧州女子選手権では1997年大会から2013年大会まで5回の優勝を経験し、2013年大会では大会最優秀選手に選出された。そして、2013年度のFIFA女子最優秀選手賞を受賞した。

## タイトル

### ドイツ代表
- FIFA女子ワールドカップ　優勝（2003年アメリカ大会、2007年中国大会）
- UEFA欧州女子選手権　優勝（1997年、2001年、2005年、2009年、2013年）
- オリンピック3位（2000年シドニー大会、2004年アテネ大会、2008年北京大会）

### クラブ
1.FFCトゥルビネ・ポツダム
- UEFA女子カップ 優勝（2004-05）
- ブンデスリーガ 優勝（2003-04、2005-06）
- DFBポカール 優勝（2003-04、2004-05、2005-06）

1.FFCフランクフルト
- DFBポカール 優勝（2010-11）

### 個人タイトル
- FIFA女子最優秀選手賞（2013年）
- UEFA欧州女子最優秀選手賞（2013年）
- FIFA女子ワールドカップ ゴールデングローブ（2007年中国大会）
- UEFA欧州女子選手権 大会最優秀選手（2013年スウェーデン大会）

## 私生活
2010年、両性愛者であることを公表した。2016年11月に女性と結婚した。